# 노하연
노하연(2015년 5월 23일~)은 대한민국의 배우이다.

## 출연작

### 드라마
- 2020년 SBS 미니시리즈 《굿캐스팅》 - 권소희 역
- 2021년 SBS 금토드라마 《지금, 헤어지는 중입니다》 - 곽지민 역
- 2021년 KBS2 수목드라마 《학교 2021》 - 이아름 역
- 2022년 SBS 금토드라마 《악의 마음을 읽는 자들》 - 이수현 역
- 2022년 MBC 금토드라마 《내일》 - 예원 역
- 2022년 tvN 수목드라마 《이브》 - 강다비 역
- 2023년 ENA 수목드라마 《행복배틀》 - 강지율 역

### 영화
- 2022년 《뒤틀린 집》 ... 지우,어린 희우 역 -1인 2역
- 2022년 《오! 마이 고스트》 ... 홈쇼핑 가족 딸 역